# Аникина, Елизавета Александровна
Елизаве́та Алекса́ндровна Ани́кина (род. 28 ноября 1997, Москва) — российская журналистка, радиоведущая, сотрудница радиостанции «Эхо Москвы» (2017—2022) и YouTube-канала «Живой Гвоздь» (с 2022).

## Биография
Училась в московской школе № 1959. В 2015 году поступила на факультет журналистики МГУ имени М. В. Ломоносова, который окончила в 2020 году.
Ещё будучи студенткой, пришла в 2017 году на «Эхо Москвы» и работала там до окончания вещания радиостанции в марте 2022 года. Была на «Эхе Москвы» ведущей программ «Эпизод», «Дорожная карта», «13-й час»,  «Ганапольское. Итоги без Евгения Киселева», «Що там у них», «Персонально ваш», «Разворот», «Ну и денек» и других.
После закрытия «Эха Москвы» стала сотрудничать с YouTube-каналом «Живой Гвоздь».
Автор ряда публикаций в журналах «Мой район» и «Дилетант».
В 2022 году выступила против вторжения России на Украину.